# チオグアニン
チオグアニン（TioguanineまたはThioguanine）または6-チオグアニン（6-TG）は、急性骨髄性白血病（AML）、急性リンパ性白血病 （ALL）、慢性骨髄性白血病（CML）の治療に用いられる医薬品である。長期間の使用は推奨されない。投与法は経口である。
一般的な副作用には、骨髄抑制、肝臓障害、口の炎症があげられる。チオグアニンを服用しているときは、肝臓酵素の検査を毎週することが勧められる。遺伝的なチオプリンS-メチルトランスフェラーゼの欠損がある人への投与は副作用のリスクが高い。チオグアニンを服用しているときは、男性と女性の両方ともに妊娠を避けることが推奨される。
チオグアニンは代謝拮抗薬に属する医薬品である。作用機序はグアニンのプリンアナログであり、DNAとRNAを阻害することにより効果がある。 
チオグアニンは1949年から1951年に開発された。世界保健機関の必須医薬品リストに掲載されており、医療制度に必要である最も安全で効果的な医薬品である。2014年時点の開発途上国での卸売価格は40錠あたり約7.07米ドルである。英国の国民保健サービスにかかる費用は40錠あたり約4.14ポンドである。 